# 2011年5月英國

## 5月31日
- 前保守黨籍上議院議員泰勒勳爵因詐領議員津貼罪名成立，被判監12個月。案情指出，報稱居於牛津的泰勒，前後向國會申領11,277英鎊，作為往返牛津與國會的交通津貼和在倫敦的膳食津貼，但泰勒事實上居於倫敦，報稱的牛津地址是其親戚的居所。大律師出身的泰勒勳爵是歷史上首位黑人上院議員，曾任政府智囊和電視節目主持，他在去年7月遭落案起訴，到今年1月才改為認罪。BBC （页面存档备份，存于）
- 蘇格蘭、北愛爾蘭和威爾斯三個地方政府的領袖齊集愛丁堡，就大家共同關心的議題互相交流。今次會面由蘇格蘭第一部長亞歷克斯·薩蒙德安排，是今年5月全國地方選舉以來三個地方政府領袖首次碰頭。BBC （页面存档备份，存于）

## 5月30日
- 英國總商會將2011年的經濟增長率預測由原來的百分之1.4下調至1.3；2012年的預測亦由原來的百分之2.3下調至2.2。總商會表示調低預測是因為通漲加劇和整體家庭收入下降導致。BBC （页面存档备份，存于）
- 國防大臣霍理林醫生出席BBC清談節目，談及國防部多次發生內部機密文件外泄，表示目前不知道內部機密文件外泄的原因，但不排除有人可能因事件被起訴，也不排除有內閣閣員牽涉其中的可能。BBC （页面存档备份，存于）

## 5月29日
- 工黨黨魁文立彬與認識七年和育有兩名兒子的同居女友賈斯汀·桑頓（Justine Thorton）結婚。兩人的婚禮在諾丁漢郡一所豪華酒店內舉行，有50名親友出席，當中包括文立彬曾任職外相的兄長文禮彬。BBC （页面存档备份，存于）
- 國防部證實兩名皇家海軍陸戰隊成員在阿富汗南部遭遇炸彈襲擊殉職。BBC （页面存档备份，存于）

## 5月27日
- 選舉委員會以「證據不足」為理由，拒絕受理兩名前自民黨籍地方議員舉報前黨友及現任能源大臣禤傑思在去年大選涉嫌虛報選舉經費的投訴。BBC （页面存档备份，存于）

## 5月25日
- 去年5月獲英揆大衛·卡梅倫委任為不受薪政府顧問，負責推動「大社會計劃」的韋鳴恩勳爵宣佈辭職，表示會將更多時間專注到其他慈善工作。韋鳴恩去年獲委任時，還獲冊封為終身貴族，以便到上議院推動計劃，成為歷來第三位華人貴族。在野工黨認為他的辭職進一步證明「大社會計劃」陷入流產邊緣。BBC （页面存档备份，存于）
- 美國總統奧巴馬繼續第二天對英國的國事訪問，並到國會西敏廳向上下兩院議員發表演說，獲全場起立鼓掌致敬。奧巴馬在演說中提到雖然印度和中國等新興國家崛起，但美國和歐洲仍然引領著國際事務。BBC （页面存档备份，存于）

## 5月24日
- 美國總統奧巴馬與第一夫人米歇爾首次對英國展開國事訪問，獲英女皇伊利沙伯二世與皇夫愛丁堡公爵在白金漢宮接見，皇儲威爾斯親王查理斯與夫人卡米拉及新婚的劍橋公爵與凱薩琳均在場。奧巴馬伉儷之後亦到唐寧街首相府短暫會見英揆大衛·卡梅倫，兩人在周三會有更深入的交流。BBC （页面存档备份，存于）
- 北歐多國航班受冰島新一輪火山爆發噴發的火山灰影響而取消，北愛爾蘭和蘇格蘭及英格蘭北部多個機場也受波及，數千旅客滯留。BBC （页面存档备份，存于）

## 5月23日
- 正在愛爾蘭的美國總統奧巴馬將於周二轉抵英國展開國事訪問，期間將會見英揆大衛·卡梅倫。消息指兩人會宣佈由兩國共同成立一個國家安全策略委員會，負責兩國在保安方面的長期協作。BBC （页面存档备份，存于）
- 繼早前有大批Twitter用戶不理高等法院頒佈的禁制令，在網際網絡披露曼聯中場球員傑斯有一段婚外情關係後，下議院就事件召開緊急辯論，期間再有自民黨下議員呼出傑斯的名字，但該議員指出自己有議會特權免被檢控，同時又認為如對75,000名違反禁制令的Twitter用戶提出檢控，將是不切實際的做法。較早時，高等法院重申不會撤銷禁制令，但由於禁制令不適用於蘇格蘭地區，導致傑斯的身份被當地個別報章大肆公開。BBC （页面存档备份，存于）

## 5月22日
- 國防部確認，英軍自2003年以來對伊拉克的軍事行動，將於今日午夜正式告一段落。最後一批駐伊拉克英軍人員已經在上周五撤出，這批來自皇家海軍的人員負責在當地訓練伊拉克海軍。英軍今後仍會派駐44名人員於英國駐巴格達大使館，繼續協助北約舉辦為伊拉克軍隊而設的培訓。自2003年以來，英方一共有179名軍員在軍事行動中陣亡，最高峰的時候，一度有達46,000名軍員參與行動。
- 財政大臣歐思邦表態提名法國現任財長克里斯蒂娜·拉加德出任國際貨幣基金會總裁，歐思邦特別讚揚拉加德是「出色的人選」。國際貨幣基金會前總裁多米尼克·史特勞斯-卡恩，較早時在紐約捲入一宗涉嫌性侵犯的案件而宣佈辭職。BBC （页面存档备份，存于）

## 5月21日
- 選舉委員會表示正調查兩名前自民黨籍地方議員舉報前黨友及現任能源大臣禤傑思在去年大選虛報選舉經費，禤傑思本人強烈否認有關指控。較早時，禤傑思的前妻亦揭發他在2003年為了逃避駕駛超速所受的處分，取用他人的駕駛執照作扣分用途，禤傑思同樣表示指控不正確。BBC （页面存档备份，存于）
- 聖詹姆士宮證實威廉王子與劍橋公爵夫人已結束在塞舌爾群島的10天蜜月假期，並表示「兩人享受在一起的時光」。發言人亦代表兩人感謝塞舌爾群島政府的協助，為他們實現一個「難忘且特別的10天蜜月假期」。BBC （页面存档备份，存于）

## 5月20日
- 曾在貝理雅任內擔任環境事務官員的前工黨下議院議員莫艾禮（Elliot Morley），被控詐取超過30,000鎊議員津貼，罪名成立，判監16個月。案情指出，莫艾禮由2004年至2007年間過度領取房屋按揭津貼，並為另一筆已付清的按揭申領津貼。他在去年大選宣佈放棄尋求連任，一直到上月才決定認罪。BBC （页面存档备份，存于）、BBC （页面存档备份，存于）
- 蘇格蘭以西對出南尤伊斯特島的一個海灣，近日有上百隻領航鯨集結俳徊，其中20多隻頭部有損傷。專家估計頭部的損傷很可能是鯨魚嘗試衝上石灘時所造成，擔心該群鯨魚最終會全體擱淺死亡，現正設法把該群領航鯨趕離岸邊。去年10月，同一地點亦有33隻鯨魚擱淺死亡。BBC （页面存档备份，存于）

## 5月19日
- 英女皇伊利沙伯二世繼續展開對愛爾蘭的國事訪問，到訪都柏林西部的愛爾蘭國立馬房參觀馬房飼養的馬匹，並與騎師和其他工作人員交流。英女皇昨晚出席國宴時發表演說，特別以愛爾蘭語作開首，又對因為兩國昔日交惡而受苦的人民致以「慰問和深切的同情」。分析指英女皇的措辭與道歉相近。BBC （页面存档备份，存于）
- 司法大臣祁淦禮否認日前有關強姦的言論不當，並對工黨著他引咎辭職一笑置之。BBC （页面存档备份，存于）

## 5月18日
- 英女皇伊利沙伯二世繼續第二天對愛爾蘭的國事訪問，她日間先後到愛爾蘭國立戰爭紀念花園致送花圈，悼念在第一次世界大戰中為英國捐軀的愛爾蘭軍人；以及到克羅克公園憑弔，英軍在1920年曾開槍射殺在該處觀看足球賽事的民眾和球員。英女皇晚上將出席由愛爾蘭政府準備好的國宴，並會在席間發表行程唯一一次演說。分析相信，她在演說中會承認英愛兩國關係在過往陷於困局，但不會致以道歉。BBC （页面存档备份，存于）
- 司法大臣祁淦禮較早前出席BBC電台節目，討論政府計劃讓在審訊初期認罪的人士減刑一半的計劃，並以強姦犯為例，指建議可以鼓勵他們認罪，同時縮短審訊時間，避免受害人在長時間的審訊中再受傷害。不過祁淦禮的言論引起輿論抨擊，有意見指出現時強姦案以監禁五年為量刑起點，意味法官將來判刑可減至兩年半，如果犯人服刑表現良好，更可服刑15個月後出獄。工黨黨魁文禮彬批評祁淦禮的言論侮辱女性，要求他辭職。根據現行規例，法官可考慮對審訊早期認罪的犯人縮減最多三分一刑期。BBC （页面存档备份，存于）

## 5月17日
- 英女皇伊利沙伯二世伉儷對愛爾蘭共和國展開歷史性國事訪問，成為該國立國以來首位到訪的英國君主。英女皇訪問首日，到國殤紀念花園致送花圈，悼念為爭取愛爾蘭獨立而陣亡的人士，並與愛爾蘭總統瑪麗·麥亞烈斯會面。BBC （页面存档备份，存于）
- 英國消費者物價指數的年度通漲水平由3月的百分之4升至百分之4.5，分析指升幅是受交通費用，尤其是航空和海運費用，以及酒精及煙草費用的上升帶動。不過，計算按揭利息費用在內的零售物價指數在同期則由百分之5.3微降至百分之5.2。BBC （页面存档备份，存于）

## 5月15日
- 聯合政府建議透過選舉產生各地警務處長的方案，在上周三遭到上議院否決後，內政大臣文翠珊表示會重新在下議院辯論方案，務求方案獲得兩院通過。文翠珊強調，雖然有13名自民黨籍上議員提出以委任方式產生警務處長的反建議，但絕大部份自民黨上議員均支持政府方案。在野工黨則批評，政府的方案會導致警務工作政治化。BBC （页面存档备份，存于）
- 對於政府計劃透過勒令服務滿30年或以上的警務人員提早退休，以達致削減人手和減省開支的目的，在野工黨批評建議欠缺成效，因為這批警務人員可取得一筆過退休金和長俸外，也無需要再交稅和供國民保險金，同時造成經驗豐富的警務人員流失。據資料顯示，假如落實政府的建議，英格蘭及威爾斯各地將有大約2,000名服務滿30年或以上的警務人員提早退休。BBC （页面存档备份，存于）
- 英女皇伊利沙伯二世將於星期二展開對愛爾蘭的首次國事訪問，愛爾蘭總理恩達·肯尼表示英女皇到訪將代表英、愛兩國關係「進入新的時代」，他強調當局會做好保安準備，並預料英女皇會獲得大部份愛爾蘭國民的熱情歡迎。BBC （页面存档备份，存于）

## 5月13日
- 財政研究所發表報告，預期英國今年的家庭平均收入會比去年倒退百分之3，將是1981年以來錄得的最大跌幅，意味整體家庭收入會倒退回2004年至2005年財政年度的水平。
- 英國獨立黨取得劍橋郡拉姆齊鎮議會的過半數議席，是該黨歷來首次贏得任何一級議會的控制權。BBC （页面存档备份，存于）

## 5月12日
- 英女皇伊利沙伯二世超越在1820年駕崩的英皇喬治三世，成為英國歷史在位時間第二長的君主，達59年3個月又4日。如果伊利沙伯二世在2015年9月10日仍然在位，將進一步超越維多利亞成位英國歷來在位時間最長的君主。BBC （页面存档备份，存于）
- 英國航空勞資雙方達成協議，資方承諾今年和明年分別加薪百分之4和百分之3.5，並且恢復員工原來享有的旅費津貼，不過資方不會撤回削減機艙人手的政策。英航工會準備將協議交由全體員工表決，假如獲得通過，持續兩年的勞資糾紛將可望告一段落。BBC （页面存档备份，存于）
- 下議院標準及特權委員會發表調查報告，批評自民黨籍約維爾選區的下議員羅德偉錯誤申領議員津貼，為同性伴侶支付房屋裝修和電話帳單費用，建議由6月7日起禠奪其出席下院會議的權利，為期七天，有關建議將於5月16日交由下院表決作實。羅德偉本在2010年5月12日獲邀加入英揆大衛·卡梅倫和副首相尼克·克萊格新籌組的聯合政府，擔任財政部首席秘書，但爆出津貼醜聞後，於同月29日匆匆宣佈辭職。BBC （页面存档备份，存于）

## 5月9日
- 下議院對於聯合政府提出的英格蘭公營醫療改革方案展開激烈辯論，有工黨議員質疑政府存心令國民保健署「解體」，暗中實行公立醫院私有化，而自民黨籍副首相尼克·克萊格較早時亦強調，若果保守黨不修改方案，自民黨不會支持。BBC （页面存档备份，存于）
- 皇家全科醫學院向政府提交報告，表示雖然支持改革方案讓普通科醫生掌握調配資源的權力，但方案中建議引入競爭的部份需要重寫，學院對於日後病人接受某類醫療服務可能要支持高昂費用，表示擔憂。BBC （页面存档备份，存于）、分析報告
- 蘇格蘭民族黨要求與國防大臣霍理林醫生對話，反對政府因削減國防開支而計劃關閉蘇格蘭多個皇家空軍基地。BBC （页面存档备份，存于）

## 5月8日
- 北安普敦郡華人大學講師一家四口滅門慘案，警方仍在追查疑犯杜安祥（音譯）下落，杜安祥與死者之一的女戶主有生意來往，至今有多名市民向警方表示在上周五案發當日目睹杜安祥出沒。BBC （页面存档备份，存于）
- 蘇格蘭大臣接受訪問時表示，如果蘇格蘭政府舉行獨立公投，英政府不會制止。BBC （页面存档备份，存于）

## 5月7日
- 繼在蘇格蘭議會選舉和英格蘭地方議會選舉遭遇重挫後，自民黨在公投再遇挫折。根據點票結果顯示，逾1,300萬選民支持保留國會選舉沿用的單議席單票制，只有大約600萬選民支持自民黨所提倡的順位投票制。自民黨黨魁尼克·克萊格承認公投結果對黨構成沉重打擊。BBC （页面存档备份，存于）
- 自民黨在蘇格蘭議會選舉、英格蘭地方議會選舉和公投相繼重挫後，聯合政府的自民黨籍商務大臣祈維信博士將該黨在公投落敗歸咎於保守黨「無情殘忍」、「機關算盡」和「野蠻無理」，指對方大肆抹黑成為自民黨致敗主因。不過他又指出自民黨與保守黨仍要繼續合作，解決當前的經濟問題。BBC （页面存档备份，存于）
- 自民黨和工黨在蘇格蘭議會選舉雙雙遭到蘇格蘭民族黨重挫後，蘇格蘭自民黨黨魁塔維許·史考特（Tavish Scott）宣佈即時引咎辭職，他表示自民黨加入聯合政府在一定程度上拖累選情。在上周五，蘇格蘭工黨黨魁伊恩·格雷（Iain Gray）亦表示計劃在秋季離任。BBC （页面存档备份，存于）

## 5月6日
- 自由民主黨在英格蘭279個地方議會選舉中慘敗，據初步點票結果顯示，該黨在英格蘭北部多個傳統據守的地方議會中，控制權均落入工黨手上，共504名議員尋求連任失敗。自民黨在蘇格蘭議會選舉同樣慘遭滑鐵盧，只有4名議員成功留任，多達13名議員落選。BBC （页面存档备份，存于）、BBC （页面存档备份，存于）
- 工黨同樣在蘇格蘭議會選舉遭遇挫敗，只得29席，比原來失去10席；不過該黨在英格蘭地方議會選舉和威爾斯國民議會選舉取得的議席均較原來上升。BBC （页面存档备份，存于）、BBC （页面存档备份，存于）
- 主張蘇格蘭獨立的蘇格蘭民族黨在蘇格蘭議會選舉成為大贏家，議席增加27席至65席，成為蘇格蘭議會成立以來首次有政黨奪得過半數議席，可自行籌組政府。BBC （页面存档备份，存于）
- 自民黨多個地區領袖在選舉過後，認為黨魁尼克·克萊格要為該黨慘敗負全責，要求他引咎辭職，不少輿論認為選民反對自民黨與保守黨籌組聯合政府，因此在選舉中反映出對自民黨的不滿和失望。不過，商務大臣祈維信博士表示現時無需重選黨魁。BBC （页面存档备份，存于）
- 雖然自民黨黨魁尼克·克萊格擔任謝菲爾德國會議員，但謝菲爾德市議會控制權落入工黨手上。謝菲爾德市議會原本由自民黨控制，雖然自民黨在2010年失去多數黨地位，但仍可控制市議會，一直至今次地方議會選舉慘敗為止。除了謝菲爾德市議會，自民黨其他遭遇挫敗的市議會還包括諾定咸、侯城、曼徹斯特、利物浦、羅奇代爾和切斯特菲爾德等，自民黨控制的英格蘭地方議會由原來的14個劇減至只有6個。BBC （页面存档备份，存于）、BBC （页面存档备份，存于）、BBC （页面存档备份，存于）
- 利物浦市議會的自民黨籍資深議員斯托里勳爵（Lord Storey），被年僅18歲的工黨候選人傑克·莫里森（Jake Morrison）擊敗。BBC （页面存档备份，存于）
- 在皇家司法院召開的死因庭完成對2005年倫敦七七爆炸案的研訊，主審死因裁判司裁定52名在恐怖襲擊中無辜喪生的人士屬於「不合法被殺」，死因庭發表65頁的報告中，認為無需要就施襲者召開進一步的研訊或聆訊，亦認為沒有機構和人士因為失職而導致有關人命傷亡。該報告又提出多項建議，希望可防範同類事件重演。BBC （页面存档备份，存于）、死因庭報告 （页面存档备份，存于）

## 5月5日
- 蘇格蘭議會、威爾斯國民議會、北愛爾蘭議會和英格蘭279個地方議會舉行選舉，另外全國亦就是否改變國會的投票制度進行公投，全國各地都有選民到票站投票。BBC （页面存档备份，存于）
- 英倫銀行連續第26個月宣佈利率維持在歷史性低位的百分之0.5，分折指由於經濟復甦放慢，行方要待經濟顯著復甦才會調高利率。然而，目前全國通漲率已達百分之4，比行方訂下百分之2的目標高出一倍。BBC （页面存档备份，存于）

## 5月4日
- 消息指出聯合政府計劃縮減原訂將公營服務外判的規模，並擬定引入更多慈善團體或社企協助營辦公共服務，實行公務私有化和地區化同步進行，減低公眾對大規模私有化的反感。BBC （页面存档备份，存于）
- 倫敦報販伊恩·湯姆林遜（Ian Tomlinson）在2009年4月1日途經反G20集團遊行期間，遭在場防暴警員西蒙·哈伍德（Simon Harwood）推倒後死亡一案，死因研訊裁定哈伍德不合法地殺害湯姆林遜。皇家檢察署表示正研究判詞，不排除起訴哈伍德誤殺罪。BBC （页面存档备份，存于）

## 5月3日
- 北安普敦郡發生謀殺案，一對分別在曼徹斯特都會大學任職化學系講師和在當地任職教師的夫婦，連同兩名女兒在寓所內被人用利器殺害，警方現正追查一名與女戶主有生意來往的疑兇下落。據了解，四名死者與疑兇均為中國大陸移民。BBC （页面存档备份，存于）
- 恐怖組織阿爾蓋達頭目拉登被殺後，英揆大衛·卡梅倫先後在首相府召開內閣會議和全國安全理事會會議，商討最新形勢，他稍後會到下議院向國會議員交代事件。對於有輿論質疑巴基斯坦政府多年來暗中庇護恐怖組織頭目拉登，他表示巴國作為民主國家，他有必要支持巴國政府以維護英國利益。BBC （页面存档备份，存于）

## 5月2日
- 英揆大衛·卡梅倫認為美國政府成功殺害阿爾蓋達領袖拉登是「一大勝利」，但強調這不代表反恐戰爭告一段落。外交部則下令駐各地的使館加強保安，並呼籲身在海外的國民避免外出和到人多的地方，以防有拉登的支持者發動襲擊。BBC （页面存档备份，存于）
- 全國經濟及社會研究所發表報告，指出由2004年東歐多國加入歐盟以來，截至2009年共有700,000名東歐人士移民英國定居，期內為英國國民生產總值帶來百分之0.38的增長，相當於49.1億英鎊。報告指出，對東歐勞工實施入境限制的歐盟成員國，期內國民生產總值的增長幅度較低。但有反移民組織反駁，移民雖令英國人口增長百分之1，但人均國民生產總值只相應增長百分之0.33。BBC （页面存档备份，存于）

## 5月1日
- 北約空襲利比亞首都的黎波里，炸死卡達菲幼子及數名孫兒後，英國在的黎波里的大使官邸據報遭到破壞。外相夏偉林回應事件，指利比亞當局未能保護使館物業安全，違反《維也納外交關係公約》，因此已限令24小時內驅逐利比亞駐英國大使出境。他表示，所有駐黎波里的使館人員早已撤走。BBC（页面存档备份，存于）
- 對於工黨較早時表示，無論5月5日的下議院投票制度公投結果如何，都會對保守黨或自民黨構成打擊，英揆大衛·卡梅倫和副首相尼克·克萊格在不同場合回應時均加以否認，前者強調聯合政府在公投後絕不會垮台，後者則表示會以「國家利益」為重，繼續和保守黨合作。BBC （页面存档备份，存于）

| 依月份排列新聞動態 |
| \| - 2014年英國：1月 - 2月 - 3月 - 4月 - 5月 - 6月 - 7月 - 8月 - 9月 - 10月 - 11月 - 12月 - 2013年英國：1月 - 2月 - 3月 - 4月 - 5月 - 6月 - 7月 - 8月 - 9月 - 10月 - 11月 - 12月 - 2012年英國：1月 - 2月 - 3月 - 4月 - 5月 - 6月 - 7月 - 8月 - 9月 - 10月 - 11月 - 12月 - 2011年英國：1月 - 2月 - 3月 - 4月 - 5月 - 6月 - 7月 - 8月 - 9月 - 10月 - 11月 - 12月 - 2010年英國：1月 - 2月 - 3月 - 4月 - 5月 - 6月 - 7月 - 8月 - 9月 - 10月 - 11月 - 12月 - 2009年英國：1月 - 2月 - 3月 - 4月 - 5月 - 6月 - 7月 - 8月 - 9月 - 10月 - 11月 - 12月 - 2008年英國：1月 - 2月 - 3月 - 4月 - 5月 - 6月 - 7月 - 8月 - 9月 - 10月 - 11月 - 12月 檢閱 \| |
| - 2014年英國：1月 - 2月 - 3月 - 4月 - 5月 - 6月 - 7月 - 8月 - 9月 - 10月 - 11月 - 12月 - 2013年英國：1月 - 2月 - 3月 - 4月 - 5月 - 6月 - 7月 - 8月 - 9月 - 10月 - 11月 - 12月 - 2012年英國：1月 - 2月 - 3月 - 4月 - 5月 - 6月 - 7月 - 8月 - 9月 - 10月 - 11月 - 12月 - 2011年英國：1月 - 2月 - 3月 - 4月 - 5月 - 6月 - 7月 - 8月 - 9月 - 10月 - 11月 - 12月 - 2010年英國：1月 - 2月 - 3月 - 4月 - 5月 - 6月 - 7月 - 8月 - 9月 - 10月 - 11月 - 12月 - 2009年英國：1月 - 2月 - 3月 - 4月 - 5月 - 6月 - 7月 - 8月 - 9月 - 10月 - 11月 - 12月 - 2008年英國：1月 - 2月 - 3月 - 4月 - 5月 - 6月 - 7月 - 8月 - 9月 - 10月 - 11月 - 12月 檢閱       |